# ستيف آبي
ستيف آبي هو كاتب ومعلم في لوس أنجلوس . اشتهر بكتابة الشعر والقصص القصيرة والروايات. وغالبًا ما يعتمد على ثقافة لوس أنجلوس لصوره وإلهامه. 

## الحياة الشخصية
ولد آبي في مستشفى سانت جون في سانتا مونيكا، كاليفورنيا. انتقلت جدته لأمه إلى جنوب كاليفورنيا في الأربعينيات من القرن العشرين، ويقول آبي إن عائلته عاشت في جميع أنحاء منطقة لوس أنجلوس. نشأ آبي في جنوب كاليفورنيا، لكنه ذهب إلى سانتا كروز للالتحاق بالجامعة، حيث اكتشف أن الناس لا يحبون لوس أنجلوس، حسبما قال لـ KCET. أدى هذا العداء تجاه منزله إلى تعميق عاطفته تجاهه.

## أعمال بارزة
- جوني فيوتشر ، 2012
- كرات كبيرة من الزهور ، 2009
- The Bus: Ejaculations of the Daily Mind in Transit ، 2001
- القدس دونات ، القرص المضغوط المنطوق ، سجلات التحالف الجديدة ، 1992

## روابط خارجية
- ستيف ابي على Goodreads